# 聖約瑟夫 (多米尼克)
聖約瑟夫（Saint Joseph）是加勒比海島國多米尼克聖約瑟夫區的一个村莊，也是該區的首府和最大村莊，位於該島西北海岸，海拔高度4米，2001年人口2,029人。该地被使用于1988年电影恶灵第七兆的影片搭景。